# Ernst Vanselow

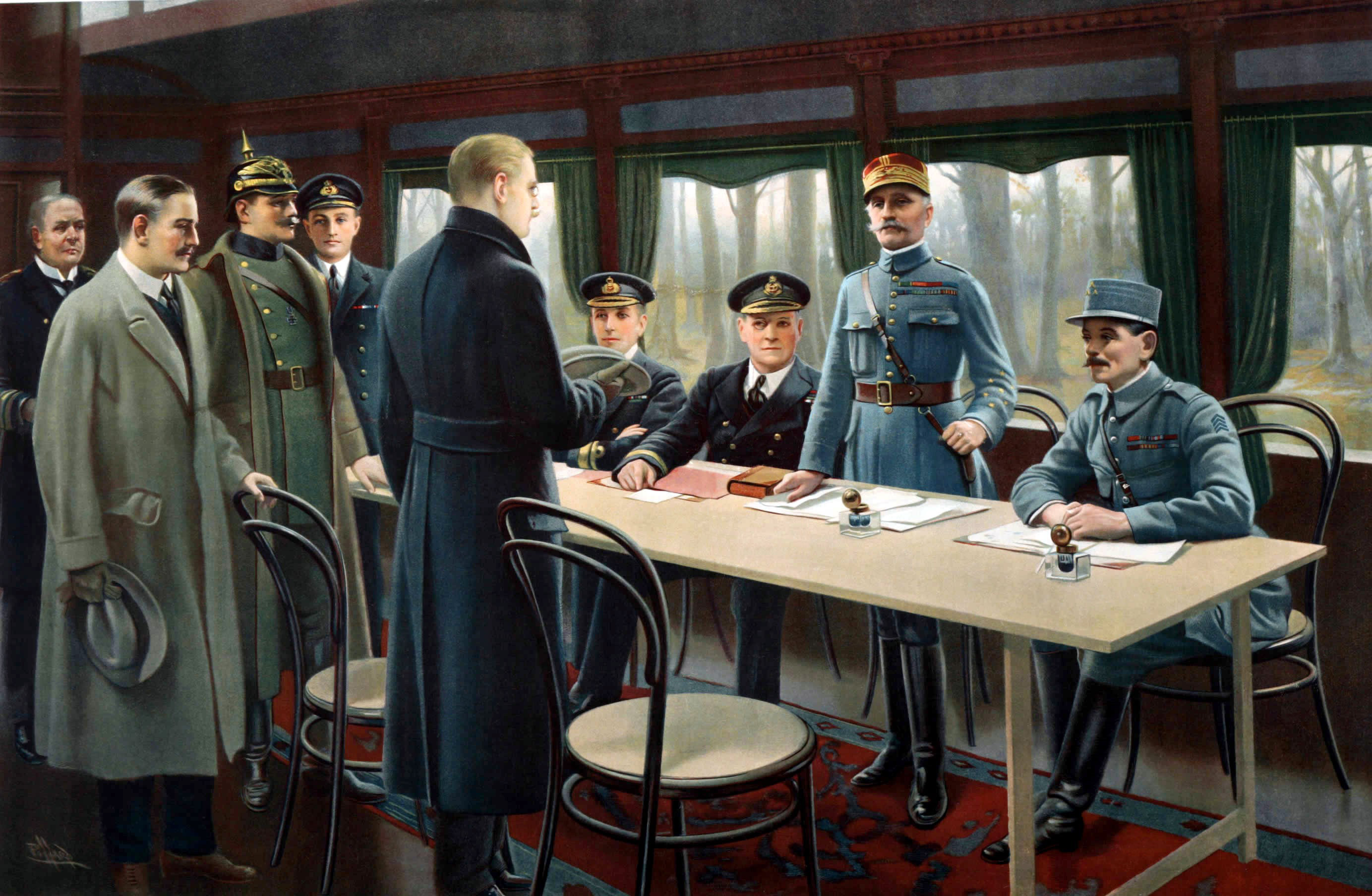
Ernst Vanselow au second plan tout à gauche, représentant la Marine Impériale lors de la signature de l'Armistice

Ernst Vanselow (1865-?) est un amiral allemand.

## Biographie
Il devient cadet en 1876 et capitaine de corvette en 1909. 
En novembre 1918, il représente la marine allemande durant l'armistice dans la clairière de Rethondes dans le wagon de l'Armistice.